# 九龍巴士2D線
九龍巴士2D線是香港九龍市區的一條日間巴士路線，來往黃大仙及澤安邨。

## 歷史
- 1960年9月1日：本線開辦，當時來往蘇屋邨及觀塘。
- 1967年初：路線由觀塘延長至秀茂坪。
- 1967年6月25日：因六七暴動暫停服務。
- 1968年3月30日：重新投入服務，但路線縮短為石硤尾至彩虹。
- 1968年5月9日：路線不經彩虹道。<-- 錯誤
- 1973年：路線由石硤尾延長至白田。
- 1975年10月1日：路線由彩虹縮短至竹園（現址為沙田坳道與東頭村道交界）。
- 1977年4月1日：路線改經衙前圍道及九龍塘。
- 1977年7月16日：路線改經改經白田街及白雲街。
- 1982年3月29日：路線由竹園縮短至東頭邨。
- 1983年10月30日：路線由白田邨延長至澤安邨。
- 2001年9月16日：路線改為全空調服務。
- 2015年9月22日：往澤安邨方向增停白雲街「白田邨第9座」分站。
- 2015年12月31日：增設到站時間預報。[2]
- 2022年1月23日:往東頭邨方向增停白田（白雲街）公共運輸交匯處。
- 2022年10月1日:[3]
  - 延長路線至黃大仙，往澤安邨方向增停東頭村道「龍榮樓」、「摩士第二公園」及「偉東樓」站，取消「東頭邨總站」，往黃大仙方向增停東頭村道「摩士露天劇場」、「龍滿樓」及「龍慧樓」站；
  - 延長服務時間，由黃大仙開出之班次服務時間為每日05:15至23:15，由澤安邨開出之班次服務時間為每日05:35至23:45。

## 服務時間及班次
| 黃大仙開 | 黃大仙開    | 黃大仙開     | 澤安邨開 | 澤安邨開    | 澤安邨開     |
| 日期     | 服務時間    | 班次（分鐘） | 日期     | 服務時間    | 班次（分鐘） |
| -------- | ----------- | ------------ | -------- | ----------- | ------------ |
| 每日     | 05:15-05:35 | 20           | 每日     | 05:35-06:25 | 25           |
| 每日     | 05:35-07:15 | 25           | 每日     | 06:55       | 06:55        |
| 每日     | 07:15-23:15 | 30           | 每日     | 07:15-23:45 | 30           |

## 收費
全程：$5.6
| - 本線設有12歲以下小童及65歲或以上長者半價優惠。 - 65歲或以上香港居民使用「樂悠咭」，以及12歲以下合資格殘疾兒童使用「殘疾人士身份」個人八達通繳付車資，均可享有每程$2.0或半價（以較低者為準）的票價優惠；12至64歲合資格殘疾人士使用「殘疾人士身份」個人八達通（包括「樂悠咭」），以及60至64歲香港居民使用「樂悠咭」繳付車資，均可享有每程$2.0或全費（以較低者為準）的票價優惠。 - 65歲或以上長者如使用長者或一般個人八達通繳付車資，則只可享有半價優惠；12至64歲合資格殘疾人士如不使用「殘疾人士身份」個人八達通，以及60至64歲人士如不使用「樂悠咭」繳付車資，必須繳付全費。 - 乘客可以現金或八達通於上車時付款，不設找續。 - 每位成人乘客可免費攜帶最多兩名4歲以下而不佔座位的兒童乘客乘車，超額之4歲以下小童必須繳付小童車費乘車。 - 持有「九巴月票」之乘客在車票有效期內，每日可享最多10程任何九龍巴士及龍運巴士路線（包括本路線，以及聯營路線的九龍巴士／龍運巴士提供的班次；惟乘搭機場「A」及「NA」線則可享原價二七折優惠（不會計算每天10次合資格車程））；而B1線則每日可享最多各2程（不會計算每天10次合資格車程）。 - 九龍巴士、城巴、龍運巴士及陽光巴士全職員工及家屬（不包括外判職員）可免費乘搭本路線，惟必須拍職員或職員家屬八達通。 - 乘客亦可透過多元化電子支付系統（e度嘟）繳付車資，包括使用非接觸式VISA卡、JCB卡、萬事達卡、銀聯卡、美國運通、大來國際、Discover Card、Apple Pay、Google Pay、Samsung Pay、AlipayHK「易乘碼」、支付寶、WeChatHK／微信支付「搭車碼」、銀聯雲閃付「乘車碼」及BOC Pay「乘車碼」。乘客使用此付款方式，使用此支付方式的乘客可享有中途下車之分段收費，以及與其他九巴／龍運獨營路線或聯營線九巴／龍運班次之轉乘優惠，惟不適用於與非九巴／龍運路線之轉乘優惠，亦不能享有「公共交通費用補貼計劃」及「長者及合資格殘疾人士公共交通票價優惠計劃」。 |

### 八達通轉乘優惠
乘客登上203C線往尖沙咀方向後120分鐘內以同一張八達通卡轉乘本線往黃大仙方向，次程可獲$4.2折扣優惠。

## 使用車輛
本線受伯爵街左轉太子道西路面環境影響，因而祇能使用長度10.6米或以下的巴士行走。
現時本線使用1輛斯堪尼亞K230UB 10.6米（ASB）及2輛亞歷山大丹尼士Enviro 200 Dart 10.5米單門版（AAS）行走本線。
| 車隊編號 | 車牌   |
| -------- | ------ |
| ASB12    | NV5488 |
| AAS5     | SE9403 |
| AAS6     | SE9580 |

## 行車路線
黃大仙開經：東頭村道、東正道、沙浦道、衙前圍道、蘭開夏道、窩打老道、太子道西、基堤道、界限街、大坑東道、窩仔街、白田街、白雲街、南昌街及澤安道。
澤安邨開經：澤安道、龍悅道、南昌街、白雲街、白田街、巴域街、石硤尾街、窩仔街、大坑東道、界限街、伯爵街、太子道西、喇沙利道、衙前圍道、打鼓嶺道、樂善道、東隆道、東頭村道。

### 沿線車站
| 黃大仙開 | 黃大仙開       | 黃大仙開       | 澤安邨開 | 澤安邨開           | 澤安邨開                     |
| 序號     | 車站名稱       | 位置           | 序號     | 車站名稱           | 位置                         |
| -------- | -------------- | -------------- | -------- | ------------------ | ---------------------------- |
| 1        | 黃大仙巴士總站 | 黃大仙巴士總站 | 1        | 澤安邨巴士總站     | 澤安邨巴士總站               |
| 2        | 龍榮樓         | 東頭村道       | 2        | 石硤尾消防局       | 南昌街                       |
| 3        | 摩士第二公園   | 東頭村道       | 3        | 白田（北）巴士總站 | 白雲街                       |
| 4        | 偉東樓         | 東頭村道       | 4        | 白田邨第9座        | 白雲街                       |
| 5        | 盈東樓         | 東頭村道       | 5        | 白田巴士總站       | 白田（白雲街）公共運輸交匯處 |
| 6        | 東正道         | 東正道         | 6        | 石硤尾邨美益樓     | 白田街                       |
| 7        | 富豪東方酒店   | 沙浦道         | 7        | 石硤尾商場         | 巴域街                       |
| 8        | 南角道         | 衙前圍道       | 8        | 石硤尾站           | 窩仔街                       |
| 9        | 福佬村道       | 衙前圍道       | 9        | 大坑西新邨民樂樓   | 窩仔街                       |
| 10       | 書院道         | 衙前圍道       | 10       | 協同中學           | 大坑東道                     |
| 11       | 牛津道         | 蘭開夏道       | 11       | 大坑東遊樂場       | 大坑東道                     |
| 12       | 九龍塘會       | 窩打老道       | 12       | 花墟公園           | 界限街                       |
| 13       | 基堤道         | 基堤道         | 13       | 明愛太子宿舍       | 界限街                       |
| 14       | 大坑東遊樂場   | 大坑東道       | 14       | 伯爵街             | 伯爵街                       |
| 15       | 協同中學       | 大坑東道       | 15       | 喇沙書院           | 喇沙利道                     |
| 16       | 石硤尾站       | 窩仔街         | 16       | 蘭開夏道           | 喇沙利道                     |
| 17       | 石硤尾邨第20座 | 窩仔街         | 17       | 書院道             | 衙前圍道                     |
| 18       | 石硤尾邨第23座 | 窩仔街         | 18       | 獅子石道           | 衙前圍道                     |
| 19       | 白田邨安田樓   | 白雲街         | 19       | 南角道             | 衙前圍道                     |
| 20       | 白田邨第9座    | 白雲街         | 20       | 打鼓嶺道           | 打鼓嶺道                     |
| 21       | 白田邨澤田樓   | 白雲街         | 21       | 東頭邨巴士總站     | 東頭邨巴士總站               |
| 22       | 白田邨富田樓   | 南昌街         | 22       | 摩士露天劇場       | 東頭村道                     |
| 23       | 石硤尾消防局   | 南昌街         | 23       | 龍滿樓             | 東頭村道                     |
| 24       | 澤安邨巴士總站 | 澤安邨巴士總站 | 24       | 龍慧樓             | 東頭村道                     |
|          |                |                | 25       | 黃大仙巴士總站     | 黃大仙巴士總站               |

## 使用狀況
此路線自從六七暴動後不斷縮短，服務範圍亦相應縮小。40線在1968年開辦時，取代了此路線原本往來深水埗與觀塘的部份功能。至今此線乘客量一直偏低，近年更被建議把此路線的班次縮減至每一小時一班，卻惹來澤安邨居民不滿，更向九巴代表遞交請願信以示抗議，迫使九巴擱置有關計劃。

## 更多
關於本線的愛好者資料，如車牌資料、主觀性客量描述，請查閲 香港巴士大典上的相关条目：九巴2D線。

## 外部連結
- 九巴2D線官方網站資料 （页面存档备份，存于）
- i-busnet.com--九巴2D號路線KMB Rt. 2D （页面存档备份，存于）
- 2D路線介紹 （页面存档备份，存于）